# Магнетон на Бор
| Система на измерване | стойност                                       | единица |
| -------------------- | ---------------------------------------------- | ------- |
| SI                   | {\displaystyle 9.27400915(23)\times 10^{-24}}  | J·T−1   |
| CGS                  | {\displaystyle 9.27400915(23)\times 10^{-21}}  | Erg·G−1 |
| eV                   | {\displaystyle 5.7883817555(79)\times 10^{-5}} | eV·T−1  |

Магнетонът на Бор е физична константа и естествена единица за измерване на магнитния момент. Дефиницията на магнетонът на Бор в системата SI е:
{\displaystyle \mu _{B}={\frac {e\hbar }{2m_{\mathrm {e} }}}},
a в Гаусови единици:
{\displaystyle \mu _{B}={\frac {e\hbar }{2cm_{\mathrm {e} }}}},
където ħ е константата на планк, е - елементарният заряд, me е масата на електрона, c – скоростта на светлината.
Магнетонът на Бор е наречен на физика Нилс Бор.
Размерът на магнитния момент асоцииран със спина на електрона е приблизително един магнетон на Бор.